# Blaue Lagune (Malta)
Die Blaue Lagune (auch Blue Lagoon oder maltesisch Bejn il-Kmiemen genannt) ist eine Bucht, die von den maltesischen Inseln Comino und Cominotto sowie einigen Felsen gebildet wird. Diese Inseln liegen zwischen der Hauptinsel Malta und ihrer Nachbarinsel Gozo. Jährlich besuchen rund 20.000 Touristen die Lagune, die eine der touristischen Hauptattraktionen des Archipels darstellt. Im Sommer fahren regelmäßig kleine Fähren, Schiffe und Expressboote zu diesem beliebten Badeplatz.
Teile der Blauen Lagune wurden 2002 von den nationalen Behörden zur Area of Ecological Importance ernannt. Das sind Gebiete mit besonderer ökologischer Bedeutung in Bezug auf dort lebende Arten und deren Lebensräume.
Die Bucht war mehrfach Schauplatz von Kinofilmen, zum Beispiel wurden dort Madonnas Tauchszenen in Stürmische Liebe – Swept Away gedreht sowie Szenen aus Helena von Troja.